# 正月映画
正月映画（しょうがつえいが）とは、日本で使われる映画用語。年末年始に当たる11月後半から1月前半に封切られる映画のことを指す（1月中旬までの封切映画のことを指す場合もある）。正月第二弾は、1月後半から2月にかけての封切映画となる。
特に正月（1月）に封切られた映画のみを指すのではなく、正月に上映される映画のことを指す用語であるため、例えば宣伝で「2025年正月公開予定」となっている場合は、大抵は前年に当たる「2024年の12月に封切られる映画」となる。
中国語圏でも同じような意味を持つ「賀歳片」という用語があり、1990年代後半より春節前後に上映される映画が現れ使われるようになった。